# Josep Soler i Sardà
Pour les articles homonymes, voir Soler et Sarda (homonymie).
Josep Soler i Sardà, né à Vilafranca del Penedès le 25 mars 1935 et mort le 9 octobre 2022, est un compositeur, écrivain et théoricien de la musique espagnol, considéré comme l'un des plus importants auteurs de musique contemporaine de son pays.

## Biographie
Josep Soler a reçu sa première formation à Vilafranca (jusqu'au Baccalauréat) au sein d'une famille bourgeoise qui se consacrait au commerce de l'industrie des céréales. Cependant, il a manifesté une forte vocation artistique pour la composition dès la petite enfance. 
Josep Soler a commencé ses études musicales auprès de Rosa Lara dans sa ville natale puis, en 1960, il est allé à Paris et a reçu les conseils de René Leibowitz, élève d'Arnold Schönberg, Anton Webern et Maurice Ravel. Son maître principal sera Cristòfor Taltabull, qui était un élève de Max Reger.
Il a accompli un intense travail pédagogique, principalement hors des milieux dits « académiques », tout en possédant une large expérience éducative exercée au Conservatoire municipal de musique de Barcelone et au Conservatoire professionnel de musique de Badalone, qu'il a dirigé jusqu'en juin 2010.
Sa musique est marquée par sa filiation esthétique avec la musique allemande, par un profond sentiment religieux et un caractère nettement pessimiste qui cependant laisse une porte ouverte au salut, suivant le commentaire d'Ángel Medina dans son essai sur l'auteur Josep Soler: música de la pasión  (ISBN 84-89457-08-5).
Josep Soler a commencé avec un style strictement dodécaphonique qui aboutit à une atonalité libre influencée par l'expressionnisme de Gustav Mahler, Richard Strauss et la Seconde école de Vienne, dans laquelle il faut souligner l'influence d'Alban Berg. À partir des années 1990, il a développé un système harmonique personnel basé sur l'accord de Tristan et l'accord mystique d'Alexandre Scriabine.

## Œuvres musicales
- 16 opéras, dont:
  - Oedipus et Iocasta (1972) sur un texte de Sénèque. Créé au Gran Teatro del Liceo en 1986 et avant en 1974 interprété comme un oratorio au Palau de la Música Catalana
  - Jesús de Nazaret (1974/2004)
  - Murillo (1989), opéra de chambre sur un texte de Rainer Maria Rilke
  - Instrumentation et édition de Pepita Jiménez, d'Isaac Albéniz
  - El mayor monstruo, los celos (1999) sur un texte de Calderón de la Barca
  - El jardín de las delicias (2004) sur un texte de Jacint Verdaguer
- 7 symphonies
- 3 concertos pour piano
- concerto pour alto
- concerto pour violoncelle
- concerto pour violon
- concerto pour percussion et orchestre
- Oratorios pour chœur, solistes et orchestre, dont :
  - Pasio secundum Ioannem (1962)
  - Vespro della Beata Vergine (1989)
- Lieder, entre ellos el Mater Dolorosa (1991)
- Cantates de chambre, dont :
  - Passio Jesu-Christi (1968)
  - Mahler-Lieder (1992)
- 4 trios à cordes
- 2 trios avec piano
- 7 quatuors à cordes (1955/1995)
- 2 sonates pour violon
- 2 sonates pour alto
- 3 sonates pour violoncelle
- Concerto pour clavecin et 5 instruments (1969)
- Concerto de chambre pour piano et instruments (1989).
- Nombreuses compositions pour piano et orgue, dont :
  - Preludio Coral y Tocatta (1958)
  - Libro de Órgano de Santa Maria de Vilafranca (1996)
  - 16 sonates pour piano
  - 6 volumes de Harmonices mundi (I, IV, V et VI pour piano; II et III pour orgue, 1977/1998)
  - Canción de cuna, pour piano - CD The little horses y otras canciones de cuna. Enrique Bernaldo de Quirós : Fundación Música Abierta, 2010

## Essais
- (1980) Fuga, técnica e historia
- (1982) La música (2 vol.)
- (1983) Victoria
- (1994) Escritos sobre música y dos poemas
- (1999) Otros escritos y poemas
- (1999) Tiempo y Música (en colaboración con Joan Cuscó)
- (2003) Nuevos escritos y poemas
- (2004) J.S. Bach. Una estructura del dolor
- (2006) Música y Ética
- (2011) Musica Enchiriadis

## Honneurs
Josep Soler est membre de l'Académie royale catalane des beaux-arts de Saint-Georges. 
Le fonds personnel de Josep Soler est conservé à la Bibliothèque nationale de Catalogne.
L'auteur catalan a reçu de nombreuses distinctions au cours de sa vie, dont : 
- Prix « Opéra de Montecarlo » (1964) ;
- Prix Cité de Barcelone (1962 y 1978) ;
- Prix de composition « Óscar Esplá » (1982) ;
- Prix national de musique de Catalogne (2001) ;
- Prix national de la musique d'Espagne[2](2009) ;
- XI Prix Tomás Luis de Victoria[3] (2011) ;
- En 2011, il reçoit la médaille d'or du mérite des beaux-arts du ministère de l'Éducation, de la Culture et des Sports[4].